# Centre històric de Botarell
El Centre històric de Botarell és un conjunt de Botarell (Baix Camp) protegit com a Bé Cultural d'Interès Local.

## Descripció
El poble es va formar a una banda del castell, del qual només queden ruïnes, seguint els carrers d'Amunt i Avall, paral·lels entre si. El nucli està format principalment per cases entre mitgeres de planta baixa i un o dos pisos i teulada a doble vessant.

## Història
L'origen de Botarell possiblement va ser una alqueria musulmana. La primera carta de població data del 1184 quan l'arquebisbe de Tarragona, Berenguer de Vilademuls, donà a Berenguer de la Bisbal i la seva muller el lloc de Botarell amb l'obligació que el poblessin i el tinguessin en feu de l'Església de Tarragona, reservant-se els delmes i les primícies. El senyoriu de l'arquebisbe era compartit amb el rei, la qual cosa va generar diversos conflictes. A finals del segle xvi, la senyoria de Botarell pertanyia a la família Montargull i, després de la Guerra dels Segadors, passà als marquesos de Tamarit fins a la fi de les senyories.